# Ajoux
Ajoux – miejscowość i gmina we Francji, w regionie Owernia-Rodan-Alpy, w departamencie Ardèche.
Według danych na rok 1990 gminę zamieszkiwało 71 osób, a gęstość zaludnienia wynosiła 6 osób/km² (wśród 2880 gmin regionu Rodan-Alpy Ajoux plasuje się na 1548. miejscu pod względem liczby ludności, natomiast pod względem powierzchni na miejscu 988.).